# Академія Обу
Університе́т Акаде́мія Обу (швед. Åbo Akademi [ˈǒːbʊ akadɛˈmiː], Фінською Шведською: [ˈoːbu ɑkɑdeˈmiː]) — шведськомовний університет у фінському місті Турку (шведська назва міста — Åbo, Обу). Станом на 2004 рік тут навчалися 7 941 студент, а персонал становив 1 125 осіб. Філії університету розташовані також у Васі, Якобстаді, Гельсінкі та на Аландських островах. До 1981 року Академія Обу була у приватній власності, після чого її націоналізували.
Академію Обу не слід плутати з Королівською Академією Обо, заснованою 1640 року. Її було перенесено до Гельсінкі після пожежі в Турку 1827 року, де згодом вона перетворилася на Гельсінський університет.
Академію Обу було засновано на приватні пожертви 1918 року як другий університет у Фінляндії, аби Турку знову стало університетським містом та через те, що у Гельсінському університеті скоротили викладання шведською мовою. Фінський Університет Турку заснували 1920 року також на приватні пожертви та з подібних причин.
Як єдиний шведськомовний університет Фінляндії Академія Обу відповідає за вищу освіту всього шведськомовного населення країни (хоча частково викладання шведською триває в Гельсінському університеті, головні студії проводять фінською мовою). Ця роль впливає на освіту та наукові дослідження, а також на соціальне середовище. Коли на якихось предметах є небагато студентів, важливою є співпраця з іншими університетами.
Значна меншість студентів є фіномовними. Хоча Турку переважно фінськомовне місто, університет забезпечує велике шведське середовище. Більшість студентів, незалежно від рідної мови, зможуть вільно використовувати обидві мови у своїй роботі.
Абітурієнти з-за кордону можуть обирати мову вступних тестів: громадяни країн Північної Європи мають складати тести шведською мовою, а громадяни інших країн мають право вибрати між шведською та англійською.

## Організація
Університет складається з 12 відділень: Факультети мистецтв
- Факультет мистецтв
- Факультет освіти (головно розташований у Васі)
- Факультет богослов'я
- Відділення психології та логопедії

Факультети соціальних наук:
- Школа бізнесу та економіки
- Відділення соціальних наук (частково розташовано у Васі)
- Відділення політичних наук (частково розташовано у Васі)
- Відділення правознавства

Факультети природничих наук:
- Відділення біонаук
- Відділення інформаційних технологій
- Відділення хімічної інженерії
- Відділення природничих наук

Окрім того, є ще декілька інших підрозділів та спільних програм, як-то:
- МедіяМісто (розташовано у Васі)
- Мовний центр
- Центр післядипломної освіти
- Інститут прав людини
- PET центр Турку
- Центр комп'ютерних технологій Турку
- Центр біотехнологій Турку